# پلت‌کله (لنگرود)
پلت‌کله، روستایی از توابع بخش مرکزی شهرستان لنگرود در استان گیلان ایران است.

## جمعیت
این روستا در دهستان گل سفید قرار دارد و براساس سرشماری مرکز آمار ایران در سال ۱۳۸۵، جمعیت آن ۳۴۳ نفر (۱۰۵خانوار) بوده‌است.